# Percuteur
Un percuteur désigne un outil qui fonctionne par percussion.

## Armes à feu
Dans les pièces d'armes, le percuteur est une pièce venant, comme son nom l'indique, percuter l'amorce de la munition. Le percuteur peut être frappé : dissocié du chien (que l'on appelle alors marteau) ou inclus sur le chien (percuteur frappé) ou lancé.
La partie du percuteur sortant de la culasse s'appelle l'ident. Un ident trop faible, un percuteur désaxé ou une frappe trop faible peuvent être sources de mauvaises percussions, d'enrayages.
Le percuteur est généralement en acier mi-dur : assez dur pour ne pas se déformer, assez doux pour ne pas casser.

## Mécanique
Outils du genre marteau, maillet, masse.

## Outil préhistorique
Outil servant à frapper un bloc de pierre (nucléus) afin d'en détacher des éclats.
On distingue deux types de percuteurs :
- Percuteur dur fait de pierre ;
- Percuteur tendre fait de bois végétal, de bois de cervidé, ou d'os.